# アメンメセス
アメンメセス（AmenmesseもしくはAmenmose、在位：紀元前1202年 - 紀元前1199年）は、古代エジプト第19王朝第5代目のファラオでありメルエンプタハの子であるとされる。即位名はメンミラー・セテプエンラー、意味はラーに選ばれ、ラーのごとく永遠なるもの。

## 生涯
多くの学者、例えばケネス・キッチンやユルゲン・フォン・べケラスなどはアメンメセスはメルエンプタハが意図した後継者ではなかったと推測しており、メルエンプタハの子であり王子であったセティ-メルエンプタハ（Seti-Merneptah）から王位を強奪したと考えている。

## 家族

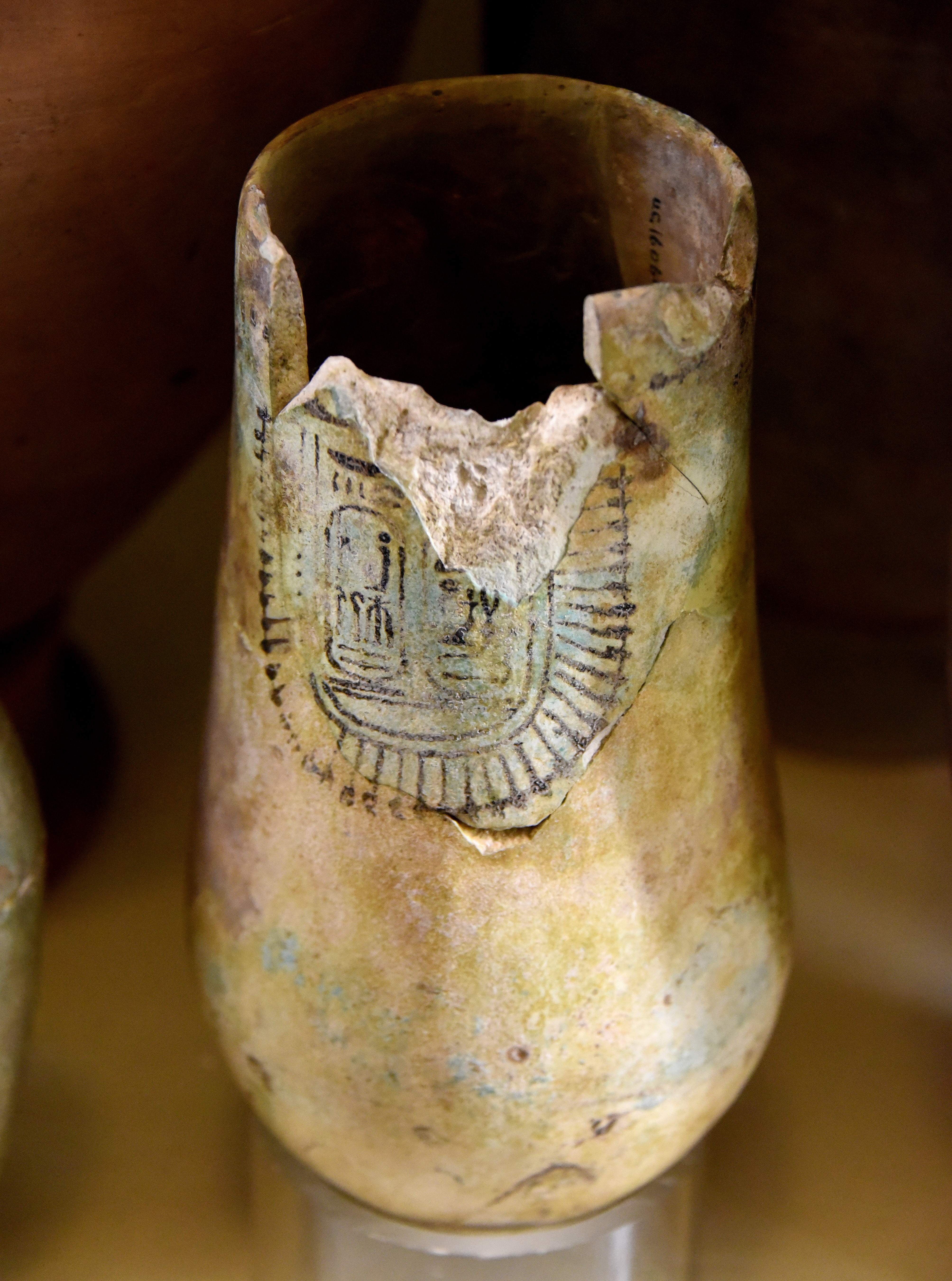
アメンメセスの誕生名と即位名が刻まれた瓶。ロンドンのエジプト考古学博物館。

アメンメセスの母親はタカト王妃であると知られているが、彼女の正体はセティ2世とアメンメセスによって改訂された碑文において学者たちにより複雑に解釈されている。彼女には"王の娘"という称号があり、つまりはメルエンプタハかラムセス2世の娘と考えられている。あるいは、ラムセス2世の孫娘の可能性もある。また、タカトの名前はラムセス2世時代の王女のリストに出てくる。もしこのタカトとアメンメセスの母親のタカトが同一人物とあれば彼女はセティ2世と同い年であることがわかる。
アメンメセス統一時代に彫られたカルナックの記念碑には"王の娘"と"王の母"という称号を持つ女性の浮彫もあった。だがセティがこの一帯からアメンメセスを追放した時にこの女性の称号は"母"から"妻"に記録しなおされた。